# Pierre Marc Johnson
Pierre-Marc Johnson (Montreal, 5 de juliol 1946), advocat, metge i polític quebequès ex Primer Ministre del Québec pel Partit Quebequès (3 d'octubre 1985 - 12 de desembre de 1985).
El seu pare, Daniel Johnson Sr., va exercir com a Primer Ministre del Quebec de 1966 a 1968. El seu germà, Daniel Johnson Jr, va ser premier del Quebec durant 9 mesos el 1994. Crida l'atenció que els Johnson fossin dirigents de diferents (antagònics) partits polítics: Daniel Sr va ser líder del conservador Partit Unió National, que ha tingut una ambigua posició sobre la independència del Quebec, Pierre-Marc va ser líder del separatista Partit Quebequès, i Daniel Jr va ser líder del federalista Partit Liberal del Québec.
Pierre-Marc va passar al fundador del Partit Quebequès, René Lévesque com a cap del partit i com a premier del Quebec, però va ser derrotat pels Liberals, liderats per Robert Bourassa, en l'elecció provincial de 1985.
Va ser membre fundador del Consell de Direcció de l'Institut Internacional de Desenvolupament Sostenible entre 1990 i 1995. El juny de 2006 exercia com a professor a la Facultat de Dret de la Universitat McGill, a Montreal.